# Svay Riĕng (prowincja)
Svay Riĕng (khm. ស្វាយរៀង) – prowincja w południowej Kambodży.
Prowincja podzielona jest na 7 dystryktów:
- Chântréa
- Kâmpóng Roŭ
- Rumduŏl
- Romeas Haek
- Svay Chrŭm
- Svay Riĕng
- Svay Téab